# Emily Sartain

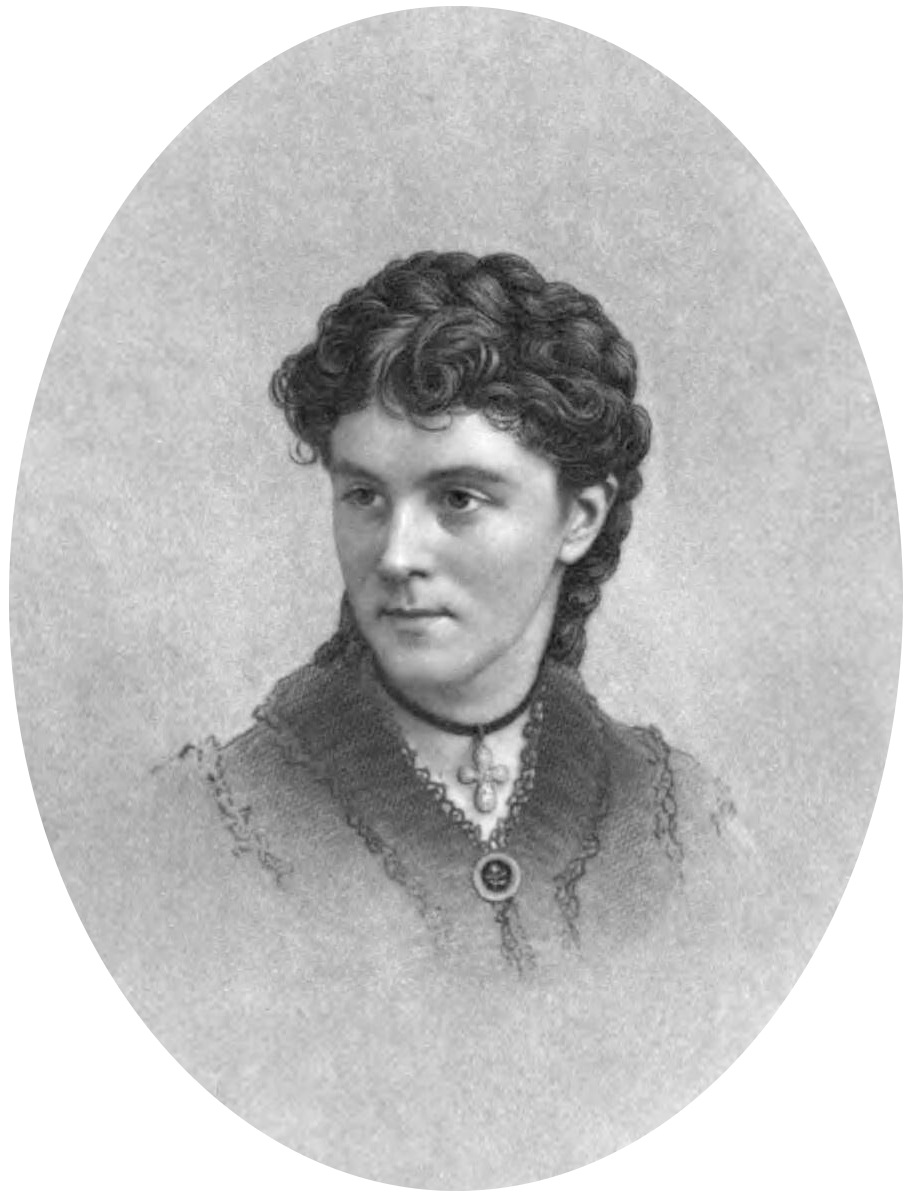
Emily Sartain
anno 1876 in Phebe Ann Coffin Hanaford (1829–1921): Women of the century

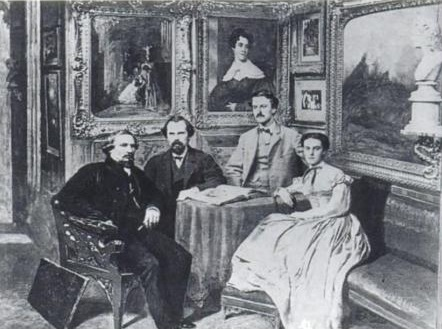
von links: John Sartain und seine Kinder Henry, William und Emily anno 1868

Emily Sartain (* 17. März 1841 in Philadelphia; † 17. Juni 1927 ebenda) war eine US-amerikanische Malerin, Grafikerin und Kunstpädagogin.

## Biografie

### Familie
Emily Sartain war das fünfte von acht Kindern des Paares John Sartain (1808–1897) und Susannah Longmate Swaine Sartain (1810–1890). Sie absolvierte 1858 die Philadelphia High School for Girls und arbeitete dort bis zum Sommer 1862 als Lehrerin. Der Vater, ein Schabkünstler, der hochwertige Drucke von Gemälden produzierte und in Philadelphia verlegte, brachte der Tochter sein Handwerk bei. Er belastete sein Haus mit einer Hypothek und ebnete dadurch unter anderem Emily Sartains Weg zur Bildenden Künstlerin. 1862 begleitete er die Tochter auf einer Bildungsreise durch Europa. In Venedig trafen sie William Dean Howells und dessen Ehefrau, die Malerin Elinor Mead Howells (1837–1910). Des Sezessionskrieges wegen kehrten die beiden Reisenden überstürzt in die Heimat zurück. Emily Sartain hatte sich unterwegs zwischen Edinburgh, Venedig und Florenz endgültig für die künstlerische Laufbahn entschieden.
Wie Emily Sartain waren auch ihre Brüder Samuel (1830–1906), Henry (1833–1895) und William Sartain (1843–1924) sowohl Maler als auch Grafiker. Emily Sartain betreute die Eltern im Alter; zog 1886 zusammen mit ihnen in ihre Dienstwohnung in der Philadelphia School of Design for Women.

### Bildungsweg
Zunächst studierte Emily Sartain an der Pennsylvania Academy of the Fine Arts bei Christian Schussele und ihrem Vater Malerei und Grafik. Ihre Freundschaft mit dem dortigen Studenten Thomas Eakins hielt ein Leben lang. Emily Sartain lernte 1870 Mary Cassatt in Philadelphia kennen. Beide gingen 1871 nach Europa und studierten in Paris, London, Parma und Turin Malerei. Im Winter auf das Jahr 1872 studierte beide an der Accademia di Belle Arti di Parma bei Carlo Raimondi (1809–1883) Drucktechnik. Darauf studierte Sartain bis 1875 bei Évariste-Vital Luminais (1821–1896) in Paris Malerei. An der Seine teilte sie sich das Atelier mit Jeanne Rongier (1852–1929). Mitunter kam ihr Freund Florence Esté (1860–1926) zu Besuch. 1875 kehrte Emily Sartain aus finanziellen Gründen nach Philadelphia zurück.

### Wirken

#### Anfänge
Als Kopistin reproduzierte Emily Sartain ab 1875 in ihrem Philadelphiaer Atelier Porträts und Genremalerei aus spanischen und italienischen Galerien. Ihre Produkte vertrieb sie an der Ostküste. Auf der Philadelphiaer Weltausstellung 1876 gewann sie eine Goldmedaille. 1881 und 1883 gewann Sartain den Mary Smith Prize der Pennsylvania Academy of the Fine Arts. 1881 bis 1883 arbeitete sie als Kunstredakteurin bei der Zeitschrift Our Continent und 1883 bei Ellen C. H. Rollins New England Bygones. Joseph Pennell hat Emily Sartains redaktionelle Tätigkeit gelobt.
Als eine der Neuen Frauen gründete Emily Sartain zusammen mit ihrer Schwägerin Harriet (Hattie) Judd Sartain die Frauenorganisation New Century Club Philadelphia. Übrigens half Hattie Judd Sartain der Schwägerin im Atelier und hatte deren vierjährigen Europatrip 1871 bis 1875 vorfinanziert.

#### „Philadelphia School of Design for Women“
Emily Sartain leitete die Philadelphiaer Designerschule für Frauen von 1886 bis 1920. Henry Adams lobte ihr Wirken als a pioneering advocate of advanced education for women („eine Bahnbrecherin auf dem Sektor Höhere Frauenbildung“). Emily Sartain bot ihren Studentinnen – ungewöhnlich für die Wende zum 20. Jahrhundert – Kurse für Aktzeichnen mit weiblichen und auch männlichen Modellen an. Zum Unterrichtsprogramm der Schule gehörte die Ausbildung von Lehrerinnen für das Fach Kunst. Als Dozenten holte Emily Sartain Künstler wie den Maler Robert Henri, den Bildhauer Samuel Murray (1869–1941) und den expressionistischen Landschaftsmaler Daniel Garber (1880–1958) an ihre Schule. 
Um 1890 hatte sich Emily Sartain in Sachen Kunsterziehung für Frauen in den USA als nationale Autorität etabliert. 1893 gehörte sie zu den Beraterinnen bei der Chicagoer Weltausstellung. Zusammen mit der Malerin Alice Barber Stephens (1858–1932), einer Dozentin an ihrer Schule, gründete sie 1897 in Philadelphia den Plastic Club – einen Kunstclub, der auch Männern offenstand. Gründungsmitglieder waren beispielsweise noch Elenore Abbott, Cecilia Beaux, Elizabeth Shippen Green, Violet Oakley und Jessie Willcox Smith. Emily Sartain hob den Three Arts Club of Chicago (die drei Künste Musik, Malerei und Drama) mit aus der Taufe. In London trat sie 1899 auf dem International Congress of Women als Rednerin auf. 1900 und 1904 gehörte sie zu den US-Delegierten des Internationalen Kongresses für Kunsterziehung in Paris und Bern. 
Ihr Beitrag Value of Training in Design for Woman („Der Wert der Ausbildung im Fach Design für Frauen“) wurde 1913 in der New York Times veröffentlicht. Dazu äußerte Nina de Angeli Walls, professionelle Zertifizierung für Frauen in solchen Kunstschulen in den Fächern Kunstausbildung, Stoffdesign oder auch Zeitschriftenillustrationen hätten mit den  Weg zur wirtschaftlichen Unabhängigkeit der Frauen geebnet.
Nach 1920 lebte Emily Sartain in San Diego. Sie starb während eines Besuchs in ihrem Geburtsort.